# Morné Nagel
Morné Nagel (ur. 23 marca 1978) – południowoafrykański lekkoatleta specjalizujący się w krótkich biegach sprinterskich.

## Sukcesy sportowe
- mistrz Republiki Południowej Afryki w biegu na 100 metrów – 2002[1]

| Rok  | Miasto            | Zawody                     | Konkurencja                      | Wynik                       |
| ---- | ----------------- | -------------------------- | -------------------------------- | --------------------------- |
| 1999 | Sewilla           | Mistrzostwa świata         | sztafeta 4 x 100 m               | 6. miejsce                  |
| 1999 | Palma de Mallorca | Uniwersjada                | sztafeta 4 x 100 m               | srebrny medal               |
| 1999 | Johannesburg      | Igrzyska afrykańskie       | sztafeta 4 x 100 m               | złoty medal                 |
| 2001 | Edmonton          | Mistrzostwa świata         | sztafeta 4 x 100 m               | złoty medal                 |
| 2002 | Manchester        | Igrzyska Wspólnoty Narodów | bieg na 200 m                    | 6. miejsce                  |
| 2004 | Brazzaville       | Mistrzostwa Afryki         | bieg na 200 m sztafeta 4 x 100 m | brązowy medal srebrny medal |
| 2007 | Algier            | Igrzyska afrykańskie       | sztafeta 4 x 100 m               | srebrny medal               |

## Rekordy życiowe
- bieg na 50 metrów (hala) – 5,62 – Liévin 24/02/2002 (rekord RPA)
- bieg na 60 metrów (hala) – 6,48 – Dortmund 27/01/2002  (rekord RPA)
- bieg na 100 metrów – 10,13 – Pretoria 12/04/2002
- bieg na 200 metrów – 20,11 – Germiston 05/04/2002 (rekord RPA)
- bieg na 200 metrów (hala) – 20,54 – Liévin 24/02/2002 (były rekord RPA)
- bieg na 400 metrów – 46,54 – Pretoria 04/11/2006